# Loriol-sur-Drôme
Loriol-sur-Drôme è un comune francese di 5 869 abitanti situato nel dipartimento della Drôme della regione dell'Alvernia-Rodano-Alpi.

## Società

### Evoluzione demografica
Abitanti censiti